# Hardshell
Hardshell ist eine Bezeichnung für Funktionstextilien und die Bezeichnung für eine Ausführungsform von Fahrradhelmen.

## Bekleidung
Die verwendeten Textilien sind extrem wetterfest. Sie bestehen meist aus zwei bis drei verschiedenen Lagen. Hardshell-Textilien sind meist weit geschnitten, da sie in der Regel als äußerste Schicht getragen werden. Wie auch Softshell-Bekleidung wird Hardshell meistens für Sport- und Freizeitbekleidung verwendet.

### Material
Hardshell ist eine vollkommen wasserdichte, winddichte und atmungsaktive Bekleidung, die aus besonders robusten und strapazierfähigen Außenmaterialien gefertigt wird. Das Außenmaterial ist meist laminiert und besitzt getapte Nähte sowie ebenfalls laminierte Reißverschlüsse. Die Außenschicht ist meist aus Polyester oder Polyamid gefertigt, und das Innenfutter besteht häufig aus Polyester oder Nylon. Viele Regenjacken bestehen aus Hardshell-Materialien. Im Laufe der Jahre wurde das Innenklima der völlig wasserdichten Materialien erheblich verbessert, so dass heute auch ein angenehmes Körperklima sichergestellt werden kann, wo früher die Textilien dazu neigten, in beide Richtungen wind- und wasserdicht zu sein. Heute wird ein Schichtsystem genutzt, welches aus der Oberschicht, der Membrane/Beschichtungen und eventuell einem dünnen Innenfutter besteht. Diese verschiedenen Schichten werden zu einer Schicht laminiert.
Hardshell existiert in den verschiedensten Ausführungen. Es gibt einfache Modelle mit einer versiegelten Oberschicht, die zwar wasserdicht ist, aber nicht so robust wie eine Membran. Für die robustere Variante bei Hardshell wird eine spezielle Membran direkt auf den Oberstoff laminiert. Diese Membran ist atmungsaktiv, wasserdicht und deutlich strapazierfähiger als Beschichtungen.

### Einsatzzweck
Bekleidung aus Hardshell eignet sich ideal für verschiedenste Outdooraktivitäten. Hardshell ist durch das robuste Material besonders rucksacktauglich und kann sowohl als Regenjacke als auch als Windbreaker eingesetzt werden. Durch diese variablen Verwendungsmöglichkeiten eignet sich Hardshell neben dem alltäglichen Einsatz ebenso zum Wandern oder Trekking.

## Fahrradhelm
Hardshell-Helme (Hartschalen-Helme) haben um den Schaumstoff noch einen Überzug aus hartem Kunststoff. Sie sind aufgrund des hohen Gewichts praktisch nur im Downhill-Bereich anzutreffen. Häufig sind sie zudem mit einem Kinnbügel als Gesichtsschutz ausgestattet. Die harte, glatte Oberfläche bietet Schutz gegen mechanische Einwirkung und erleichtert das Abgleiten vom Untergrund.